# Province de Sihanoukville
La province de Sihanoukville ou Preah Sihanouk est une province du Cambodge. Elle comprend 3 districts :
- 1801 : Mittakpheap - មិត្តភាព (amitié, du pali mittabhāva, cf. sanskrit mitrabhāva), qui contient l'aire urbaine de la capitale provinciale, Sihanoukville.
- 1802 : Prey Nob - ព្រៃនប់ (prey : forêt)
- 1803 : Stueng Hav - ស្ទឹងហាវ (rivière de l'appel)

## Démographie
|                                            | Sihanoukville | Sihanoukville | Cambodge    | Cambodge    |
| 1998                                       | 2008          | 1998          | 2008        |             |
| Population totale                          | 155 690       | 199 902       | 11 437 656  | 13 388 910  |
| Croissance de la population 1998 - 2008    | 28,4 %        | 28,4 %        | 17 %        | 17 %        |
| Taux de la population rurale               | 57,14 %       | 55,05 %       | 82,29 %     | 80,47 %     |
| Densité                                    | 179 hab./km2  | 230 hab./km2  | 64 hab./km2 | 75 hab./km2 |
| Sex-ratio (Nombre d'hommes pour une femme) | 0,977         | 0,986         | 0,93        | 0,942       |
| Taille moyenne des foyers                  | 5,5 membres   | 4,9 membres   | 5,2 membres | 4,7 membres |

### Personnalités liées à la commune
C'est à Prey-Nop dans cette province que Marguerite Duras situe l'action du cycle de Un barrage contre le Pacifique.